# Child in Time
Child in Time je skladba britské hardrockové skupiny Deep Purple. Objevila se na albu In Rock z roku 1970 jako 10 minut a 18 sekund dlouhá rocková balada.
Skupina ji napsala roku 1969, inspirovaná riffem ze skladby „Bombay Calling“ od skupiny It's a Beautiful Day. Riff byl na housle a v o něco rychlejším tempu.
„Child in Time“ je v podstatě jednoduchá kompozice s intrem na varhany, třemi power chordy a dvouminutovým sólem. Zpěvák Ian Gillan plně využil svého hlasu; od tichého zpěvu až po vysoce položený křik. Kytarista Ritchie Blackmore začíná pomalejším sólem, které se přenese do rychlého hraní a nečekaně skončí, skladba pak pokračuje jako na začátku. Blackmore je normálně spojován s kytarou Fender Stratocaster, nicméně ve studiové verzi hrál na kytaru Gibson ES-335.